# Thomas Masterman Hardy
Thomas Masterman Hardy (Dorset, 5 de abril de 1769 – Greenwich, 20 de septiembre de 1839) fue un  vicealmirante británico de la Royal Navy, Baronet y caballero comendador de la Orden del Baño (KCB). Capitán de bandera de Horatio Nelson, fue un cercano colaborador y amigo del vencedor de Trafalgar. Hardy fue el segundo en ocupar el puesto de Primer lord del Mar y uno de los más famosos capitanes en la historia de la Royal Navy.

## Biografía
Segundo hijo de Joseph Hardy y Nanny Masterman, nació en Kingston Russell House en Long Bredy (condado de Dorset) (o según otras fuentes en Winterborne St Martin, Dorset). Estudió en la Crewkerne Grammar School hasta los doce años. Su primera comisión en la Royal Navy fue a bordo del bergantín HMS Helena en 1781, que dejó en abril de 1782 para dedicarse brevemente a los estudios en la Milton Abbas School.

### Mediterráneo
Tras servir en la marina mercante, en febrero de 1790 Hardy se incorporó como guardiamarina al navío HMS Hebe. Fue transferido al HMS Tisiphone y en mayo de 1793 siguió a su comandante el capitán Anthony Hunt al HMS Amphitrite. Sirvió en Marsella y Tolón y el 10 de noviembre de 1793 con el grado de teniente 2° fue destinado al HMS Meleager (Charles Tyler).
En agosto de 1796 fue promovido al grado de teniente 1° y destinado a la fragata HMS Minerve (George Cockburn), que en diciembre de ese año se convirtió en buque insignia del entonces comodoro Horacio Nelson.
En el combate naval del 19 de diciembre de 1796, frente a las costas de Murcia, el Minerve y su consorte, el navío HMS Blanche, capturaron dos fragatas españolas y forzaron al Santa Sabina a rendirse. Hardy fue enviado al Santa Sabina con una tripulación de presa y los tres buques continuaron rumbo a Gibraltar. Antes que anocheciera, se encontraron con la flota española. Hardy cubrió la retirada de Nelson y combatió hasta que desarbolado el buque debió rendirse. Canjeado por el capitán español, ya el 9 de febrero de 1797 se reincorporaba al Minerve.
Siendo perseguidos por buques españoles, un hombre cayó por la borda y Hardy fue enviado en un bote a salvarlo; temiendo ser alcanzados Cockburn decidió retirarse pero Nelson, al grito de "Por Dios, no voy a perder a Hardy", le ordenó bajar velas y esperarlo.

### Egipto
Permaneció en el Minerve hasta mayo de 1797, fue promovido a comandante de la corbeta HMS Mutine, con la cual se unió al escuadrón que al mando de Sir Thomas Troubridge se sumaría a la división de Nelson en Tolón en junio de 1798. En agosto de 1798 participó de las operaciones contra Napoleón Bonaparte en Egipto y en la victoria contra su flota en la batalla del Nilo. Tras el combate, el 2 de octubre Hardy fue promovido a comandante del HMS Vanguard, buque insignia de Nelson.
En diciembre de ese año trasladó al rey Fernando I de las Dos Sicilias y al embajador británico Sir William Hamilton desde Nápoles a Sicilia. Durante el viaje, la esposa del embajador intentó intervenir a favor de tripulantes que habían cometido una falta, pero solo logró que Hardy los azotara dos veces, por la falta y por el pedido de clemencia.
En junio de 1799 Nelson se trasladó al HMS Foudroyant llevando a Hardy con él. Ese mes participó de las operaciones de desembarco realizadas en Nápoles para poner fin a la República Partenopea y reponer a Fernando en el trono. El 13 de octubre Hardy entregó el mando del Foudroyant a Sir Edward Berry y en el HMS Princess Charlotte regresó a Inglaterra.

### Báltico
Hardy permaneció en Plymouth hasta diciembre de 1800, cuando tomó el mando del HMS San Josef. Transferido al HMS St George, en febrero del siguiente año se convirtió nuevamente en comandante del insignia de Nelson, quien había sido designado segundo al mando en la flota del Báltico, enviada para forzar al Reino de Dinamarca y Noruega a retirarse de la Segunda Liga de Neutralidad Armada. En la noche del 1 de abril de 1801, con un bote Hardy efectuó personalmente sondeos de la flota danesa anclada en Copenhague. Sin embargo, por problemas con su buque al día siguiente no pudo tomar parte en la Primera Batalla de Copenhague, en la cual la escuadra británica siguió con éxito la ruta recomendada por Hardy. Hardy mantuvo su puesto bajo el nuevo comandante, el vicealmirante Sir Charles Pole, hasta agosto de 1801 cuando asumió el mando del HMS Isis.

### Mediterráneo. Campaña en las Indias Occidentales
En julio de 1802, Hardy fue destinado como comandante del HMS Amphion y tras trasladar a Lisboa al nuevo embajador británico, en mayo de 1803 partió de Portsmouth rumbo al Mediterráneo como insignia de Nelson. Frente a Tolón, el 31 de julio Nelson y Hardy pasaron al HMS Victory y aunque Hardy no comandaba el buque en los hechos sirvió como capitán de bandera de Nelson. Participó del bloqueo de Tolón hasta abril de 1805, y de la persecución de la flota francesa hasta las Indias Occidentales. Tras regresar brevemente a Spithead, el 14 de septiembre de 1805 zarpó rumbo a Cádiz, arribando el 29 de septiembre de 1805.

### Trafalgar

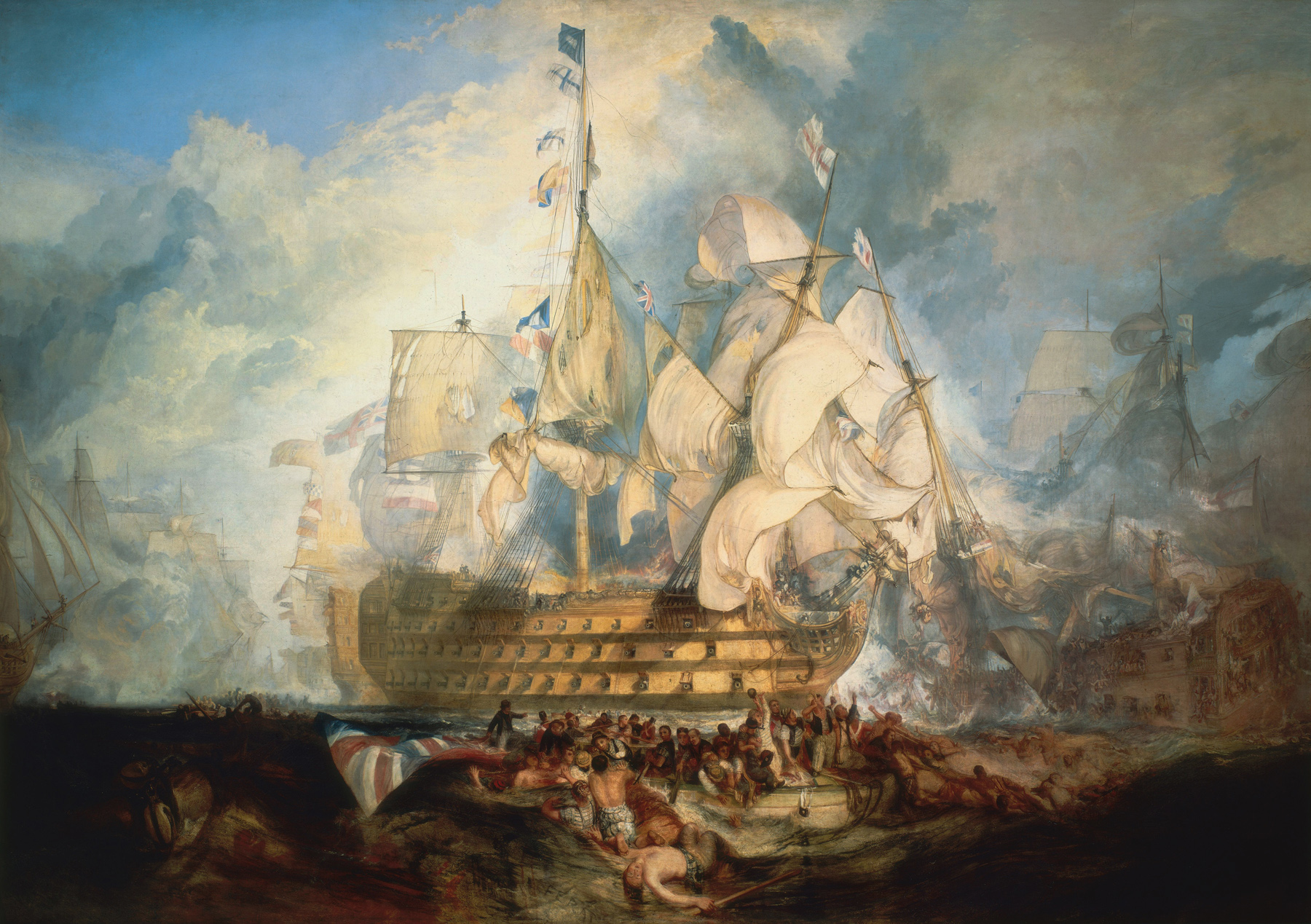
Batalla de Trafalgar.

En la mañana del 21 de octubre de 1805, cuando el Victory se aproximó a la línea enemiga hasta hacer inevitable el combate, Hardy urgió a Nelson a trasladarse a otro buque, lo que fue rechazado por su comandante. Permaneció al lado de Nelson durante la batalla y cuando resultó herido de muerte. Tras comentar el resultado de la batalla, Nelson le encomendó cuidar de su esposa, Lady Hamilton, y unas de sus últimas palabras fueron "Dios te bendiga, Hardy".
El 28 de octubre arribó con el Victory a Gibraltar para efectuar reparaciones pero el 4 de noviembre zarpó rumbo a Inglaterra arribando a Portsmouth el 5 de diciembre con los restos de Nelson, que fueron transferidos al yate Chatham y trasladados a Greenwich. Hardy llevó uno de los estandartes en la procesión del funeral de Nelson, el 9 de enero de 1806.

### Carrera posterior

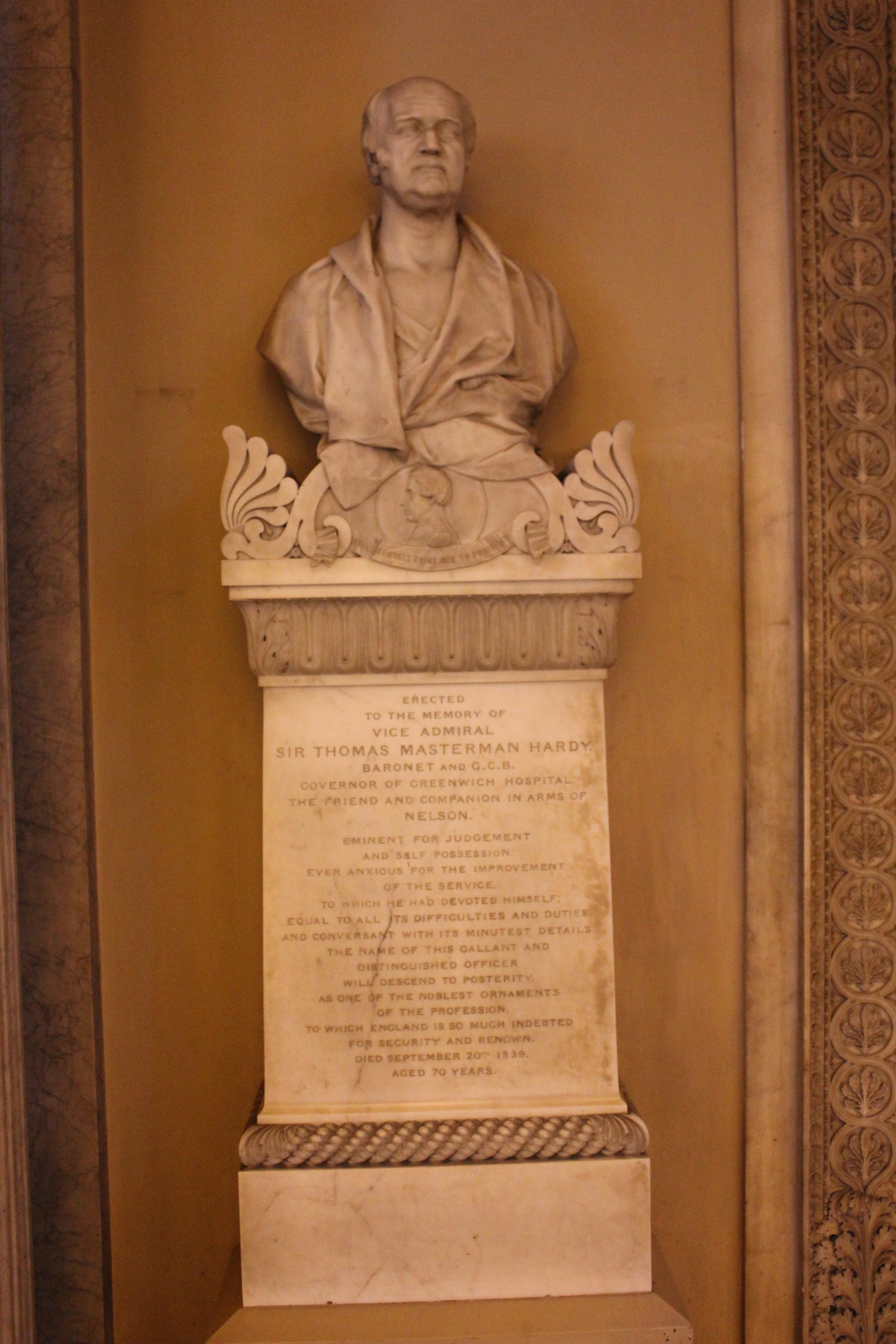
Memorial de Hardy en la capilla del Old Royal Naval College (Greenwich).

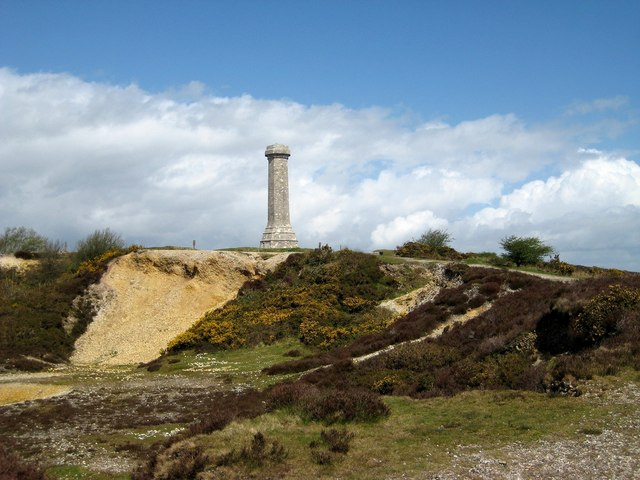
Monumento a Hardy, en Black Down, Dorset.

Hardy fue creado baronet el 29 de enero de 1806 y puesto al mando del HMS Triumph, afectado a la estación naval de Norteamérica y las Indias Occidentales en mayo de ese año. En Nueva Escocia contrajo matrimonio con Anna Louisa Berkley, hija del comandante en jefe almirante George Cranfield Berkeley, con quien tuvo tres hijas: Louisa Georgina Hardy (1808-1875), Emily Georgina Hardy (1809-1887) y Mary Charlotte Hardy (1813-1896).
Cuando Berkeley fue enviado a Lisboa, Hardy lo acompañó como comandante de su buque insignia, el HMS Barfleur. En 1811 recibió el grado de comodoro de la Armada de Portugal.
Ante el estallido de la Guerra anglo-estadounidense de 1812, en agosto de ese año fue destinado al teatro de operaciones al mando del HMS Ramillies. El 11 de julio de 1814, Hardy estuvo al frente de las operaciones para el desembarco del Regimiento de Infantería N.º 102 (teniente coronel Andrew Pilkington) y una compañía de artillería en Fort Sullivan (Maine), defendido por 70 soldados y 250 milicianos que se rindieron sin luchar. Hardy y Pilkington emitieron una proclama afirmando los derechos de Gran Bretaña sobre Eastport y las islas cercanas y requiriendo a los pobladores jurar lealtad a la corona o partir. Un tercio de los habitantes, alrededor de 500, resolvieron emigrar. Hardy permaneció varias semanas en el territorio ganándose el respeto del resto. Entre el 9 y el 11 de agosto participó del bombardeo de Stonington (Connecticut), donde los británicos no lograron causar bajas al enemigo y sufrieron cerca de setenta en sus filas.
El 2 de enero de 1815, Hardy fue nombrado caballero comendador de la Orden del Baño.
En julio de 1816 recibió el mando del yate real HMS Princess Augusta y promovido a comodoro, en agosto de 1819 fue puesto al frente de la estación naval de Sudamérica, que luchaba por su independencia, izando su insignia en el HMS Superb.
El 27 de mayo de 1825 fue promovido a contralmirante, Izando su insignia en el HMS Wellesley, escoltó una división de 4000 hombres a Lisboa, donde ayudaron a sofocar una revolución en diciembre de 1826. Obtuvo luego el mando de un escuadrón en el Canal siendo sus insignias sucesivamente el HMS Sybille y el HMS Pyramus. Hardy fue nombrado Primer lord del Mar en noviembre de 1830 y obtuvo la Gran Cruz de la Orden del Baño el 13 de septiembre de 1831. Como primer Lord del Mar impulsó la introducción de buques de guerra de vapor. Rehusó convertirse en miembro del parlamento. Renunció en agosto de 1834 para convertirse en gobernador del Greenwich Hospital (Londres). Fue promovido a vicealmirante el 10 de enero de 1837, falleciendo en Greenwich el 20 de septiembre de 1839.
En 1844 una suscripción pública permitió levantar un monumento en homenaje a Hardy en la colina de Black Down, Dorset, cerca de Portesham, donde Hardy había vivido y donde su familia poseía una finca. La elección del sitio obedeció también al deseo de que sirviera como referencia para la navegación hasta una distancia de 100 kilómetros, y de hecho figuró en las cartas de navegación posteriores al 1846.
La ciudad de Port Hardy, en Vancouver Island (British Columbia), lleva su nombre, así como una isla cercana.